# Мотли (город, Миннесота)
Мотли (англ. Motley) — город в округах Моррисон, Касс, штат Миннесота, США.
На площади 3,6 км² (3,4 км² — суша, 0,2 км² — вода), согласно переписи 2002 года, проживают 585 человек. Плотность населения составляет 170,9 чел./км².
- Телефонный код города — 218
- Почтовый индекс — 56466
- FIPS-код города — 27-44422[2]
- GNIS-идентификатор — 0648137[3]